# Weil der Stadt
Weil der Stadt [vajl der štat] je malé město v jihozápadním Německu, nacházející se ve spolkové zemi Bádensko-Württembersko, asi 30 km západně od Stuttgartu. Má okolo 19 000 obyvatel a protéká jím řeka Würm. Starostou Weilu der Stadt je Thilo Schreiber.

## Název
Svým názvem si Weil der Stadt vysloužil přezdívku „gramatická chyba s 20 tisíci obyvateli“, neboť slovo Stadt („město“) má člen die, nikoliv der. Samotný název Weil nadto v němčině znamená „protože“. To je však jen náhodná shoda – „Weil“ se vyvinulo z původního latinského Vil(l)a, tedy „statek, městečko“. „Nesprávný“ člen se pak zaužíval důsledkem častých zápisů názvu města v pádu – např. zu Weil, der Stadt – kde je člen der v pořádku.

## Historie
Místo se poprvé připomíná roku 1075 jako majetek kláštera Hirsau. Ve 13. století se Weil der Stadt stalo říšským městem, ale již předtím fungovalo jako důležité obchodní místo. Roku 1373 mu císař Karel IV. udělil soudní i celní práva. Koncem Třicetileté války v roce 1648 bylo zcela zničeno, následně však bylo brzy obnoveno, proto je v něm dodnes řada staveb z tohoto období. Zachovalo se i téměř neporušené městské opevnění s Červenou a Zlodějskou věží a městskými bránami.
Weil der Stadt je znám jako místo narození astronoma Johanna Keplera (1571–1630) a protestantského reformátora Johanna Brenze (1499–1570).
Počátkem 19. století se Weil der Stadt stal součástí Württemberského království, od roku 1952 je součástí německého spolkového státu Bádensko-Württembersko.

## Významné události
Weil der Stadt je proslulý tradičním karnevalem, který vrcholí průvodem v centru města. Na rozdíl od karnevalů v Porýní, karneval v Weil der Stadt, nazvaný Fasnet, je založen na tradicích germánských kmenů, které se slaví v různých městech v jihozápadním Německu a ve Švýcarsku.